# Anna Q. Nilsson
Anna Q. Nilsson, all'anagrafe Anna Quirentia Nilsson, (Ystad, 30 marzo 1888 – Hemet, 11 febbraio 1974), è stata un'attrice svedese naturalizzata statunitense.

## Biografia
Anna Q. Nilsson nacque in Svezia nel 1888. Il suo nome completo deriva dalla data di nascita: il 30 marzo, infatti, è il giorno di san Quirino, da cui deriva Quirentia. Nel 1905 emigrò negli USA, passando per Ellis Island. Negli Stati Uniti, la giovane Anna fece la bambinaia, imparando ben presto la lingua inglese. Trovò lavoro come modella e, nel 1907, venne definita la "più bella donna in America", tanto che Penrhyn Stanlaws, uno dei più ricercati e celebri illustratori del suo tempo, la volle come modella per farla diventare una delle sue Stanlaws Girl.
Il suo lavoro di modella le aprì le porte del cinema. Esordì nel 1911 in Molly Pitcher, un film di Sidney Olcott prodotto dalla Kalem. Anna Nilsson lavorerà a lungo con la Kalem, diventando una delle attrici più importanti dello studio. Nel film del suo debutto aveva come partner Guy Coombs, un giovane attore con cui avrebbe fatto coppia nella vita e sullo schermo. Nel 1913, i due si sposarono. Coombs, negli anni 1914-1915, si cimentò anche nella regia, dirigendo per l'Essanay alcuni film che avevano come protagonista la moglie. Il loro matrimonio finì nel 1916 con un divorzio.
Anna Nilsson si sposò poi una seconda volta nel 1923 con lo svedese John Marshall Gunnerson, un commerciante di scarpe. I due divorziarono due anni dopo, nel 1925. Da nessuno dei due matrimoni nacquero figli. Nel 1925 ebbe un grave infortunio e rimase paralizzata. Dopo un anno, lavorando con specialisti e seguendo terapie di riabilitazione, riuscì a recitare di nuovo. 
Con l'avvento del sonoro, la sua carriera cinematografica andò declinando. Da ricordare il suo cameo, nel ruolo di sé stessa, nel film Viale del tramonto (1950) di  Billy Wilder. 
Morì in California, a ottantasei anni, l'11 febbraio 1974 di insufficienza cardiaca. Fu cremata e le ceneri disperse nell'Oceano.

## Riconoscimenti
Per il suo contributo all'industria del cinema, ad Anna Q. Nilsson venne assegnata una stella sulla Hollywood Walk of Fame al 6150 di Hollywood Blvd. L'attrice fu la prima svedese cui fu assegnato il prestigioso riconoscimento.

## Galleria d'immagini

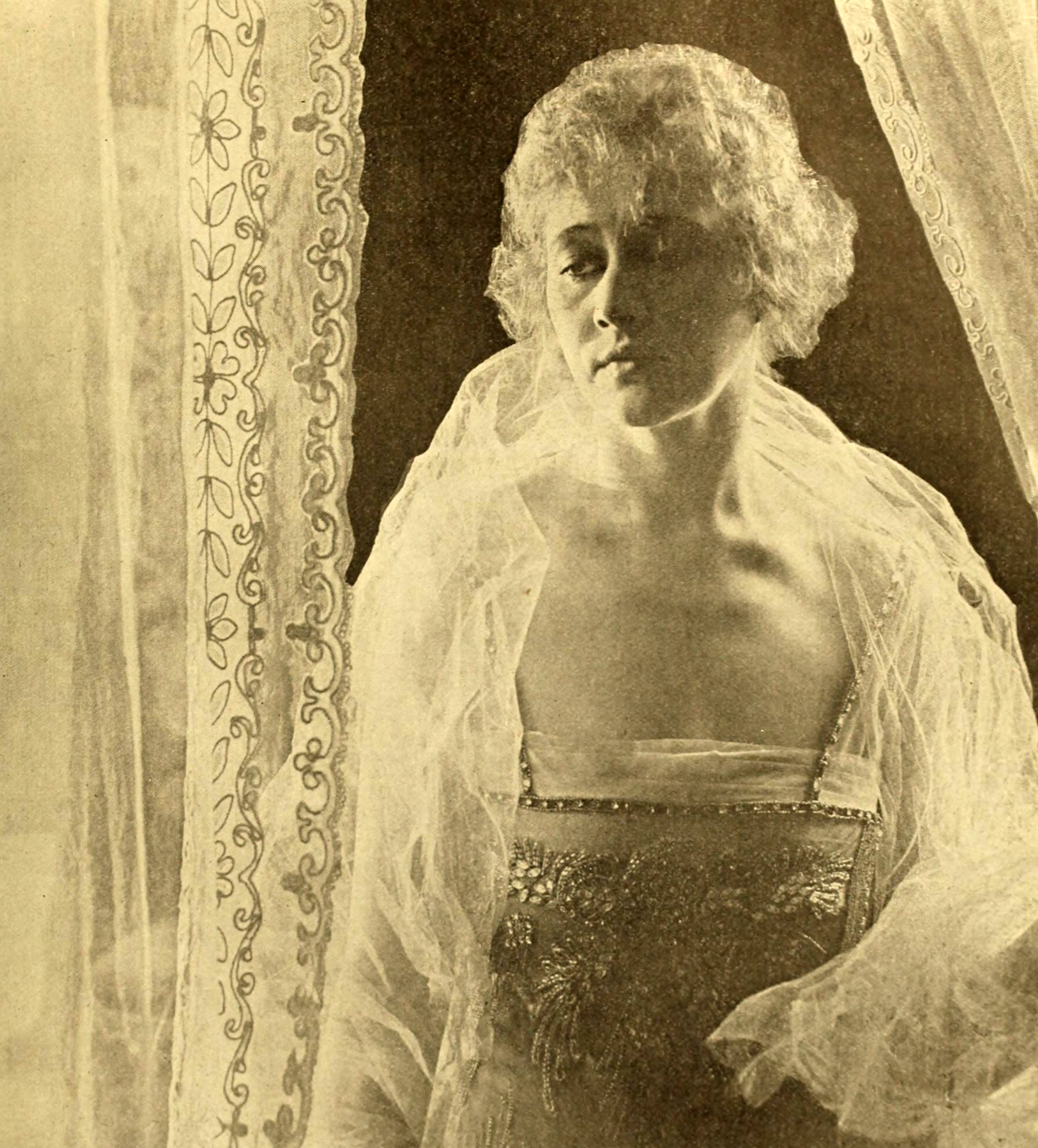
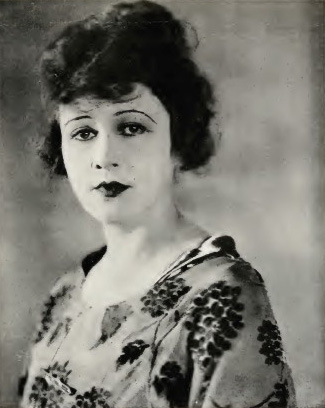
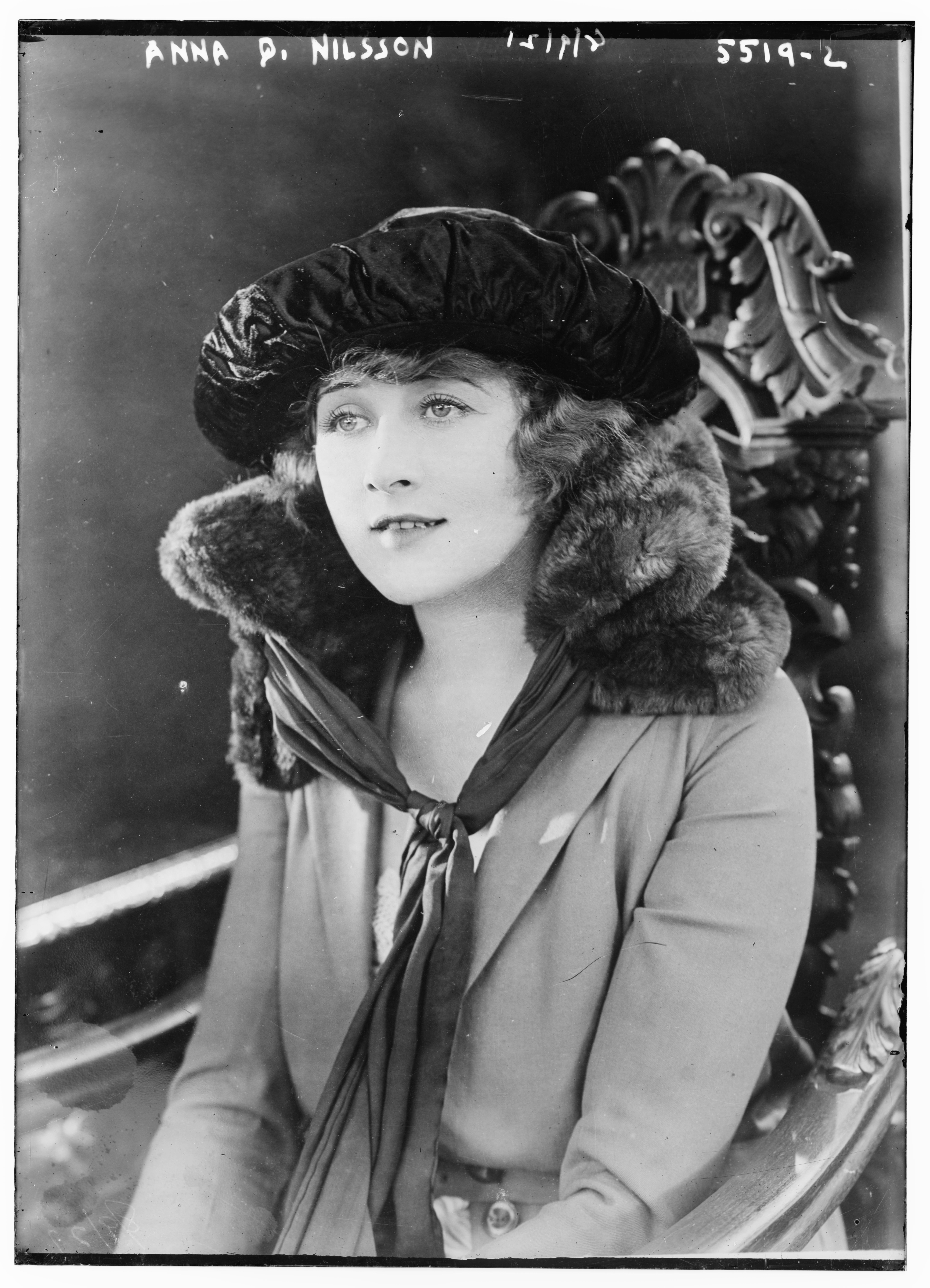
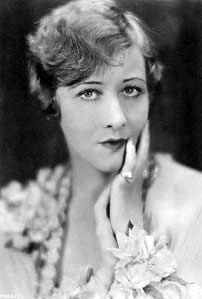

## Filmografia
La filmografia - basata su IMDb - è completa. Quando manca il nome del regista, questo non viene riportato nei titoli

### Attrice
- Molly Pitcher, regia di Sidney Olcott – cortometraggio (1911)
- The Flash in the Night, regia di Kenean Buel – cortometraggio (1911)
- Two Spies – cortometraggio (1912)
- Battle of Pottsburg Bridge, regia di Kenean Buel – cortometraggio (1912)
- Victim of Circumstances, regia di Kenean Buel – cortometraggio (1912)
- Tide of Battle, regia di Kenean Buel – cortometraggio (1912)
- War's Havoc, regia di Kenean Buel – cortometraggio (1912)
- 'Fighting' Dan McCool, regia di W.B. Loughead – cortometraggio (1912)
- Under a Flag of Truce, regia di Kenean Buel – cortometraggio (1912)
- The Drummer Girl of Vicksburg, regia di Kenean Buel – cortometraggio (1912)
- The Filibusterers, regia di Kenean Buel – cortometraggio (1912)
- The Bugler of Battery B, regia di Kenean Buel – cortometraggio (1912)
- The Siege of Petersburg, regia di Kenean Buel – cortometraggio (1912)
- The Soldier Brothers of Susanna, regia di Kenean Buel – cortometraggio (1912)
- The Prison Ship – cortometraggio (1912)
- Saved from Court Martial, regia di Kenean Buel e George Melford – cortometraggio (1912)
- The Darling of the CSA, regia di Kenean Buel – cortometraggio (1912)
- A Railroad Lochinvar, regia di Kenean Buel – cortometraggio (1912)
- The Grit of the Girl Telegrapher, regia di J.P. McGowan – cortometraggio (1912)
- The Confederate Ironclad – cortometraggio (1912)
- His Mother's Picture, regia di Kenean Buel – cortometraggio (1912)
- The Girl in the Caboose, regia di Kenean Buel – cortometraggio (1912)
- The Fraud at the Hope Mine – cortometraggio (1912)
- Battle in the Virginia Hills, regia di Kenean Buel – cortometraggio (1912)
- The Farm Bully, regia di Kenean Buel – cortometraggio (1912)
- The Toll Gate Raiders, regia di Kenean Buel – cortometraggio (1912)
- A Treacherous Shot, regia di Kenean Buel – cortometraggio (1913)
- The Turning Point,  regia di Kenean Buel – cortometraggio (1913)
- The Grim Toll of War, regia di Kenean Buel – cortometraggio (1913)
- Prisoners of War, regia di George Melford – cortometraggio (1913)
- The Battle of Bloody Ford, regia di Kenean Buel e George Melford – cortometraggio (1913)
- A Mississippi Tragedy – cortometraggio (1913)
- The Infamous Don Miguel, regia di Kenean Buel – cortometraggio (1913)
- Captured by Strategy, regia di Kenean Buel – cortometraggio (1913)
- John Burns of Gettysburg, regia di Kenean Buel – cortometraggio (1913)
- The Gypsy's Brand, regia di Kenean Buel (1913)
- Shenandoah, regia di Kenean Buel – cortometraggio (1913)
- Shipwrecked – cortometraggio (1913)
- The Fatal Legacy – cortometraggio (1913)
- Retribution, regia di Kenean Buel – cortometraggio (1913)
- The Breath of Scandal, regia di Kenean Buel – cortometraggio (1913)
- The Counterfeiter's Confederate – cortometraggio (1913)
- A Man in the World of Men, regia di Edwin August – cortometraggio (1913)
- Uncle Tom's Cabin, regia di Kenean Buel e Sidney Olcott – cortometraggio (1913)
- A Shot in the Night (1914)
- Tell-Tale Stains (1914)
- Perils of the White Lights (1914)
- The Secret of the Will (1914)
- Regeneration (1914)
- Wolfe; Or, The Conquest of Quebec, regia di Kenean Buel (1914)
- A Diamond in the Rough, regia di Guy Coombs (1914)
- The Man with the Glove (1914)
- The Ex-Convict, regia di Guy Coombs (1914)
- The Man in the Vault, regia di Guy Coombs (1914)
- The Hazards of Helen, regia di J. Gunnis Davis, J.P. McGowan, Robert G. Vignola (1914)
- In the Hands of the Jury, regia di Robert G. Vignola (1915)
- Barriers Swept Aside, regia di Robert G. Vignola (1915)
- The Night Operator at Buxton, regia di Robert G. Vignola (1915)
- The Siren's Reign di Robert G. Vignola (1915)
- The Second Commandment, regia di Kenean Buel (1915)
- The Haunted House of Wild Isle, regia di Robert G. Vignola  (1915)
- The Destroyer, regia di Robert G. Vignola (1915)
- A Sister's Burden, regia di Robert G. Vignola   (1915)
- Rivals (1915)
- The Haunting Fear, regia di Robert G. Vignola (1915)
- Hiding from the Law, regia di Guy Coombs (1915)
- The Game of Life, regia di Guy Coombs (1915)
- Regeneration, regia di Raoul Walsh (1915)
- Voices in the Dark (1915)
- The Night of the Embassy Ball (1915)
- Barbara Frietchie, regia di Herbert Blaché (1915)
- Sowing the Wind, regia di Lawrence B. McGill (1916)
- The Tight Rein, regia di Howell Hansel (1916)
- Puppets of Fate, regia di Lawrence B. McGill (1916)
- The Scarlet Road (1916)
- The Supreme Sacrifice, regia di Lionel Belmore e Harley Knoles (1916)
- Her Surrender, regia di Ivan Abramson (1916)
- The Lost Paradise, regia di Howell Hansel – cortometraggio (1916)
- Infidelity, regia di Ashley Miller (1917)
- The Moral Code, regia di Ashley Miller (1917)
- The Inevitable, regia di Ben Goetz (1917)
- The Silent Master, regia di Léonce Perret (1917)
- Seven Keys to Baldpate, regia di Hugh Ford (1917)
- Over There, regia di James Kirkwood (1917)
- Heart of the Sunset, regia di Frank Powell (1918)
- The Trail to Yesterday, regia di Edwin Carewe (1918)
- No Man's Land, regia di Will S. Davis (1918)
- In Judgment of..., regia di George D. Baker e Will S. Davis (1918)
- The Vanity Pool, regia di Ida May Park (1918)
- Ravished Armenia, regia di Oscar Apfel (1918)
- Cheating Cheaters, regia di Allan Dwan (1919)
- Venus in the East, regia di Donald Crisp (1919)
- The Way of the Strong, regia di Edwin Carewe (1919)
- A Very Good Young Man, regia di Donald Crisp (1919)
- The Love Burglar, regia di James Cruze (1919)
- A Sporting Chance, regia di George Melford (1919)
- Her Kingdom of Dreams, regia di Marshall Neilan (1919)
- Soldiers of Fortune, regia di Allan Dwan (1919)
- La fortuna dell'irlandese (The Luck of the Irish), regia di Allan Dwan (1920)
- The Thirteenth Commandment, regia di Robert G. Vignola  (1920)
- The Toll Gate, regia di Lambert Hillyer (1920)
- The Figurehead, regia di Robert Ellis (1920)
- One Hour Before Dawn, regia di Henry King (1920)
- The Fighting Chance, regia di Charles Maigne (1920)
- In the Heart of a Fool, regia di Allan Dwan (1920)
- The Brute Master, regia di Roy Marshall (1920)
- What Women Will Do, regia di Edward José (1921)
- Without Limit, regia di George D. Baker (1921)
- Il giuramento, regia di Raoul Walsh (1921)
- Why Girls Leave Home, regia di William Nigh (1921)
- The Lotus Eater, regia di Marshall Neilan (1921)
- Ten Nights in a Bar Room, regia di Oscar Apfel (1921)
- Three Live Ghosts, regia di George Fitzmaurice (1922)
- The Man from Home, regia di George Fitzmaurice (1922)
- Il demone scintillante (Pink Gods), regia di Penrhyn Stanlaws (1922)
- Hearts Aflame, regia di Reginald Barker (1923)
- Värmlänningarna, regia di Erik A. Petschler (1923)
- The Isle of Lost Ships, regia di Maurice Tourneur (1923)
- The Rustle of Silk, regia di Herbert Brenon (1923)
- I predatori (The Spoilers), regia di Lambert Hillyer (1923)
- Hollywood, regia di James Cruze (1923)
- Adam's Rib, regia di Cecil B. DeMille (1923)
- Ponjola, regia di Donald Crisp (1923)
- Alba tonante (Thundering Dawn), regia di Harry Garson (1923)
- Innocence, regia di Edward LeSaint (1923)
- Enemies of Children, regia di Lillian Ducey e John M. Voshell (1923)
- The Judgment of the Storm, regia di Del Andrews (1924)
- Half-a-Dollar Bill, regia di W. S. Van Dyke (1924)
- Painted People, regia di Clarence G. Badger (1924)
- Oro fluente (Flowing Gold), regia di Joseph De Grasse (1924)
- Scadenza tragica (Between Friends), regia di J. Stuart Blackton (1924)
- Donne di lusso (Broadway After Dark), regia di Monta Bell (1924)
- The Side Show of Life (1924)
- The Fire Patrol (1924)
- The Breath of Scandal, regia di Louis J. Gasnier (1924)
- Il prezzo della vanità (Vanity's Price), regia di Roy William Neill (1924)
- Inez from Hollywood, regia di Alfred E. Green (1924)
- If I Marry Again, regia di ohn Francis Dillon (1925)
- The Top of the World, regia di George Melford (1925)
- One Way Street, regia di John Francis Dillon (1925)
- The Talker, regia di Alfred E. Green (1925)
- Winds of Chance, regia di Frank Lloyd (1925)
- The Splendid Road, regia di Frank Lloyd (1925)
- Too Much Money, regia di John Francis Dillon (1926)
- Her Second Chance, regia di Lambert Hillyer (1926)
- The Greater Glory, regia di Curt Rehfeld (1926)
- Miss Nobody, regia di Lambert Hillyer (1926)
- Midnight Lovers, regia di John Francis Dillon (1926)
- The Masked Woman, regia di Silvano Balboni (1927)
- La casa degli spiriti (Easy Pickings), regia di George Archainbaud (1927)
- Babe Comes Home, regia di Ted Wilde (1927)
- Lonesome Ladies, regia di Joseph Henabery (1927)
- Padre (Sorrell and Son), regia di Herbert Brenon (1927)
- The Thirteenth Juror, regia di Edward Laemmle (1927)
- The Whip, regia di Charles Brabin (1928)
- Blockade, regia di George B. Seitz (1928)
- Il mondo cambia (The World Changes), regia di Mervyn LeRoy (1933)
- School for Girls, regia di William Nigh (1934)
- Amore tzigano (The Little Minister), regia di Richard Wallace (1934)
- Wanderer of the Wasteland, regia di Otho Lovering (1935)
- Behind the Criminal, regia di Harold S. Bucquet (1937)
- Paradiso per tre (Paradise for Three), regia di Edward Buzzell (1938)
- Prison Farm, regia di Louis King (1938)
- Il processo di Mary Dugan (The Trial of Mary Dugan), regia di Norman Z. McLeod (1941)
- The People vs. Dr. Kildare, regia di Harold S. Bucquet (1941)
- Riders of the Timberline, regia di Lesley Selander (1941)
- La storia del generale Custer (They Died with Their Boots On), regia di Raoul Walsh (1941)
- Girls' Town, regia di Victor Halperin (1942)
- L'ispiratrice (The Great Man's Lady), regia di William A. Wellman (1942)
- I Live on Danger, regia di Sam White (1942)
- La banda Pelletier (Crossroads), regia di Jack Conway (1942)
- Headin' for God's Country, regia di William Morgan (1943)
- Angeli all'inferno (Cry 'Havoc), regia di Richard Thorpe (1943)
- La valle del destino (The Valley of Decision), regia di Tay Garnett (1945)
- The Sailor Takes a Wife, regia di Richard Whorf (1945)
- In fondo al cuore (The Secret Heart), regia di Robert Z. Leonard (1946)
- La moglie celebre (The Farmer's Daughter), regia di H.C. Potter (1947)
- Cinzia (Cynthia), regia di Robert Z. Leonard (1947)
- L'uomo dei miei sogni (It Had to Be You), regia di Don Hartman e Rudolph Maté (1947)
- Domani saranno uomini (Fighting Father Dunne), regia di Ted Tetzlaff (1948)
- Il ragazzo dai capelli verdi (The Boy with Green Hair), regia di Joseph Losey (1948)
- Ogni ragazza vuol marito (Every Girl Should Be Married), regia di Don Hartman (1948)
- I fidanzati sconosciuti (In the Good Old Summertime), regia di Robert Z. Leonard e, non accreditato, Buster Keaton (1949)
- La costola di Adamo (Adam's Rib), regia di George Cukor (1949)
- Malesia (Malaya), regia di Richard Thorpe (1949)
- La sbornia di David (The Big Hangover), regia di Norman Krasna (1950)
- Risposiamoci tesoro! (Grounds for Marriage), regia di Robert Z. Leonard (1951)
- Show Boat, regia di George Sidney (1951)
- L'avventuriera (The Law and the Lady), regia di Edwin H. Knopf (1951)
- Un americano a Parigi (An American in Paris), regia di Vincente Minnelli (1951)
- Lo sconosciuto (The Unknown Man), regia di Richard Thorpe (1951)
- Fearless Fagan, regia di Stanley Donen (1952)
- The Great Diamond Robbery, regia di Robert Z. Leonard (1954)
- Sette spose per sette fratelli (Seven Brides for Seven Brothers), regia di Stanley Donen (1954)

### Film o documentari dove appare Anna Q. Nilsson
- Screen Snapshots, Series 1, No. 23, documentario (1921)
- A Trip to Paramountown, documentario (1922)
- Souls for Sale, regia di Rupert Hughes (1923)
- Hollywood, regia di James Cruze (1923)
- Hello, 'Frisco, regia di Slim Summerville (1924)
- Personality Parade, regia di Ralph Staub - filmati d'archivio (1938)
- Sobbin' Women: The Making of 'Seven Brides for Seven Brothers', regia di Scott Benson - filmati di archivio (1997)
- Viale del tramonto (Sunset Blvd.), regia di Billy Wilder (1950)

### Televisione
- Gruen Guild Playhouse – serie TV, un episodio (1952)
- Fireside Theatre – serie TV, un episodio (1952)